# كسوة (ريش)

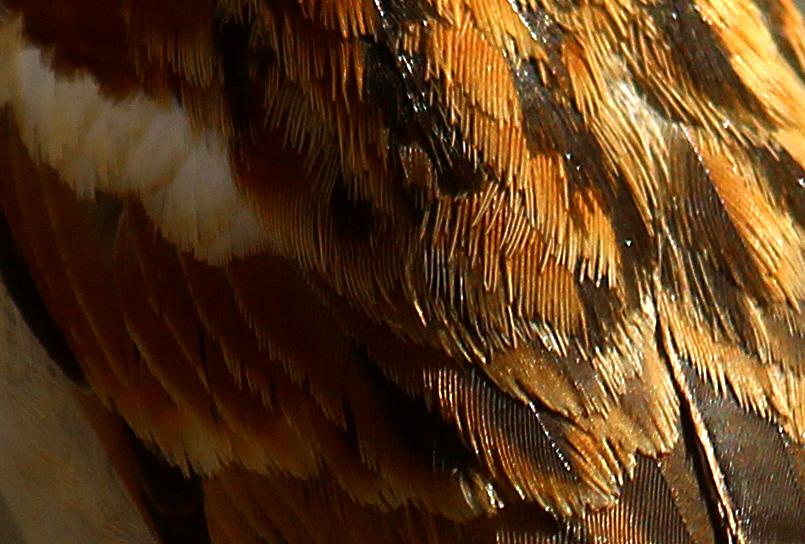
كثبية لكسوة الدوري

الكسوة (جمع: كِسى) هي طبقة من الريش تغطي الطائر وتصف نمط ذلك الريش ولونه وترتيبه. يختلف نمط وألوان الكِسى بين الأنواع والنويعات وقد يختلف باختلاف الفئات العمرية. قد تختلف أشكال الكِسى في النوع الواحد فتكون ذات ألوان مختلفة. إن وضع الريش على الطائر ليس عشوائياً، بل يظهر في صفوف ومجموعات منظمة ومتداخلة، وتعرف مسالك الريش (بالإنكليزية: feather tracts) هذه بأسماء موحدة.
تحسر معظم الطيور كسوتها مرتين في السنة، ما يجعلنا نميز بين كسوة التكاثر أو الزواج والكسوة الأساس. العديد من البط وبعض الأنواع الأخرى مثل دجاج الأدغال الأحمر لديها ذكور يكتسون كسوة تزاوج لامعة أثناء التكاثر وكسوة كسوف (بالإنكليزية: eclipse plumage) كَدِرة لعدة أشهر بعد ذلك.